# Eriosema psiloblepharum
Eriosema psiloblepharum är en ärtväxtart som beskrevs av Baker f. Eriosema psiloblepharum ingår i släktet Eriosema och familjen ärtväxter. Inga underarter finns listade i Catalogue of Life.